# Klaus Töpfer
Klaus Töpfer (29. července 1938 Waldenburg, Německo – 8. června 2024 Mnichov) byl křesťansko-demokratický politik.
V letech 1987 až 1994 byl ve vládě Helmuta Kohla federálním ministrem životního prostředí. V letech 1998 až 2006 byl výkonným ředitelem Program OSN pro životní prostředí (UNEP).